# شیدگونه
- فتوتیپ یا شیدگونه (به انگلیسی: Phototype) می‌تواند به ترام در چاپ اشاره کند.
- فتوتیپ می‌تواند همچنین به مجموعه تایپ با به‌کارگیری یک فرایند شیدحروف‌چینی برای آماده کردن صفحه‌ها برای شیدسنگ‌نگاری اشاره کند. این فرایند جایگزین حروف‌چینی فلزی داغ شد.
- فتوتیپ پوست وابسته بر مقدار رنگ‌دانه ملانین در پوست است. این بر یک مقیاس از ۱ تا ۶ ارزیافته می‌شود. مقیاس فیتزپاتریک را برای جزییات بیشتر ببینید.

| فتوتیپ پوست | ویژگی‌های گونه‌ای                               | توانایی بنزه‌شوی                               |
| I           | پوست سفید پال، چشمان آبی/فندقی، موی سرخ/بلوند | همیشه می‌سوزد، برنزه نمی‌شود                    |
| II          | پوست روشن، چشمان آبی                          | به‌آسانی می‌سوزد، به‌کمی برنزه می‌شود             |
| III         | پوست سفید تاریک‌تر                             | پس از سوزش آغازین، برنزه می‌شود                |
| IV          | پوست قهوه‌ای روشن                              | به‌کمی می‌سوزد، به‌آسانی برنزه می‌شود             |
| V           | پوست قهوه‌ای                                   | به‌کمیابی می‌سوزد، به‌آسانی به‌تاریکی برنزه می‌شود |
| VI          | پوست قهوه‌ای تاریک یا سیاه                     | هرگز نمی‌سوزد، همیشه به‌تاریکی برنزه می‌شود      |